# Sările, Buzău
Sările este un sat în comuna Bisoca din județul Buzău, Muntenia, România.